# Martine Géliot

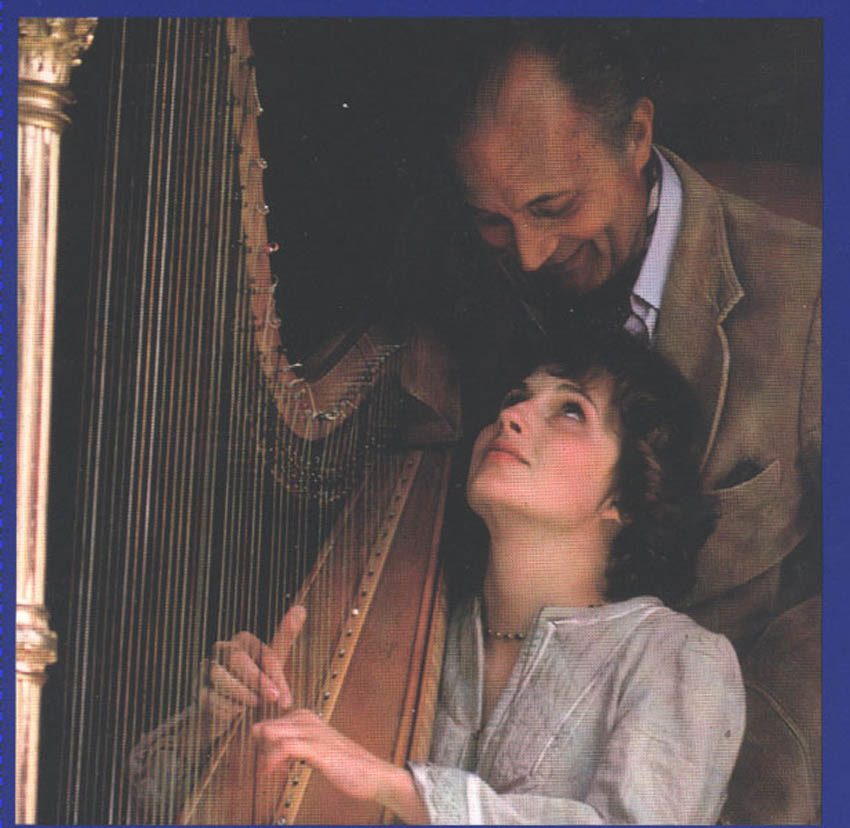
Martine und Bernard Géliot

Martine Géliot (* 8. Dezember 1948 in Paris; † 7. Februar 1988) war eine französische Harfenistin.

## Leben
Géliot wurde 1948 in eine Musikerfamilie geboren: Sowohl ihre Mutter als auch ihre Großmutter waren Harfenistinnen. Sie studierte bei Pierre Jamet in Paris, wo sie ihren Abschluss mit höchster Auszeichnung machte. 1965 gewann sie mit nur 16 Jahren den dritten internationalen Harfenwettbewerb in Israel. 1973 hatte sie einen kurzen Auftritt in der Folge „La Harpiste“ der französischen TV-Serie „Les Mohicans de Paris“. Ab 1978 war sie Harfenistin beim Orchestre National de France, außerdem unterrichtete sie am Pariser Konservatorium. Am 7. Februar 1988 starb sie im Alter von 39 Jahren.